# Porta Westfalica
 For alternative betydninger, se Porta Westfalica (flertydig). (Se også artikler, som begynder med Porta Westfalica)
Porta Westfalica [ˈpɔʁta vɛst'faːlika] (lat. Den vestfalske port) er en tysk by med omkring 37.000 indbyggere i Kreis Minden-Lübbecke. Den ligger i det nordøstlige Nordrhein-Westfalen i regionen Ostwestfalen-Lippe mellem Minden og Bielefeld.
Den første bosættelse i byen kan dateres til 1019 via skriftlige kilder. Imidlertid opstod den nuværende by først 1973 ved sammenlægning af 15 kommuner. Navnet, som blev valgt i 1973, Porta Westfalica, stammer fra kløften Porta Westfalica, hvor Weser-floden løber.
Ved byen lå en berygtet udekommando fra KZ lejren Neuengamme.